# Radiografija
Preiskave materiala in strojnih delov z rentgenskimi in gama žarki imenujemo s skupnim imenom radiografija. Pri preizkušanju z rentgenskimi žarki gre za podobno stvar kot pri preiskava z ultrazvokom le da so tu večje frekvence valovanja. Pri tem gre za to, da se oddano valovanje ne odbije, ampak material presevamo. Med potjo skozi se nekaj valovanja absorbira in na zaslonu se pojavi graf, ki prikazuje intenziteto žarkov po prehodu materiala. Na grafu se pojavijo vrhi ali dolinice odvisno od tega koliko sevanja določena snov absorbira glede na osnovni material. (V materialu so lahko zračni mehurčki ali večji kosi drugega materiala). Večja kot je debelina napake v smeri širjenja žarkov več valovanja se absorbira in s tem se na grafu tudi bolje vidi.